# Brytyjska Misja Wojskowa w Polsce
Brytyjska Misja Wojskowa w Polsce (ang. British Military Mission to Poland) – misja wojskowa czasu II Rzeczypospolitej mająca wspierać Wojsko Polskie po zakończeniu I wojny światowej, m.in. przeciwko siłom bolszewickim.
Ze względu na debaty w rządzie brytyjskim na temat jego polityki wobec nowego rządu w Rosji, misja nie była obsadzona ani w pełni wykorzystana w porównaniu z misją francuską.
29 sierpnia 1919 misja potwierdziła fakt posiadania bojowych środków trujących przez stronę rosyjską na froncie Peterhof-Gatczyna. Doniesienia Brytyjczyków zbiegły się w czasie z wykryciem w Janowie Poleskim pocisków gazowych niewiadomego pochodzenia. Polska posiadała w tym czasie 300 tys. masek gazowych, co uznawano za liczbę wystarczającą.

## Szefowie Misji
- 1919 – gen. Louis Botha[3],
- 1919–1924 – płk./gen. Adrian Carton de Wiart[1][4].

## Siedziba
Siedziba misji mieściła się w Pałacu Potockich z 1760 przy ul. Krakowskie Przedmieście 15 (1923).